# Jesper Wasling
Jesper Mattias Sebastian Wasling, född 21 september 1967 i Borås, är en svensk heraldiker och skribent.  
Wasling har studerat historia (magisteruppsats), statskunskap och idéhistoria samt journalistik vid Göteborgs universitet och var därefter anställd på Historiska museet. Wasling har varit journalist på bland annat Ulricehamns Tidning, Sjuhäradsbygdens Tidning, Markbladet och reportagebyrån do-it-your-self. Han är idag kommunikationsstrateg för Borås kommun.
År 2001 gav Wasling ut boken Heraldiken i Sverige tillsammans med heraldikern Magnus Bäckmark. Boken är en modern genomgång av den svenska heraldiken från medeltiden fram till modern tid.  
Det skandinaviska häroldsämbetets utveckling under främst Kalmarunionens tid behandlas i boken Medeltidens härold.  
Jesper Wasling är styrelseledamot i Svenska Heraldiska Föreningen (1993-) varav sekreterare 1995-2015 och redaktör för Vapenbilden 2000-01, 2013-18; och ledamot av Svenska Vapenkollegiet (2007-) samt har tidigare varit styrelseledamot i Societas Heraldica Scandinavica (Heraldiska Sällskapet).

## Utmärkelser
- Svenska Heraldiska Föreningen förtjänstmedalj i guld (SHFGM, 2017)